# Prix de l’Arc de Triomphe

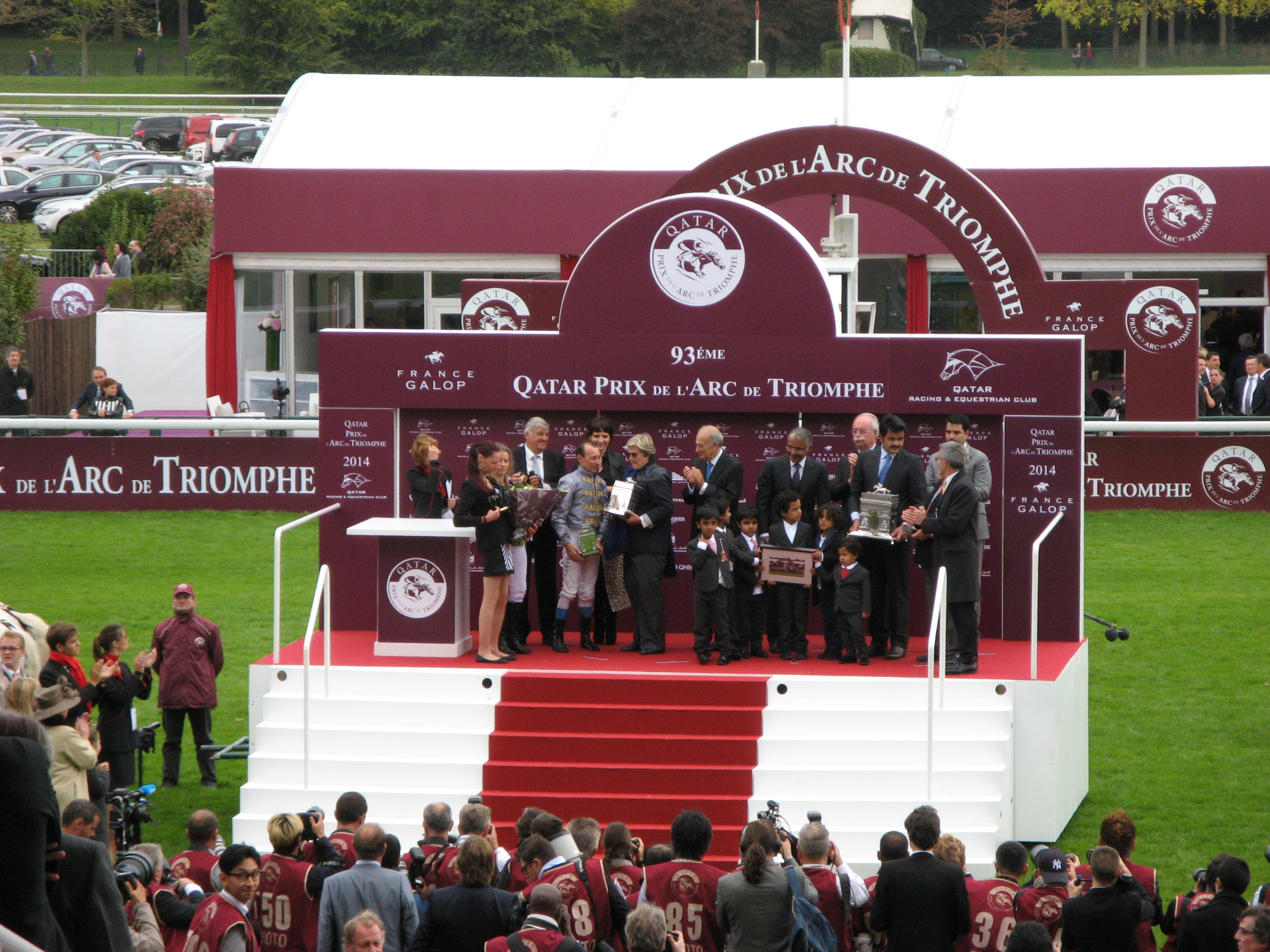
Prix de l’Arc de Triomphe 2014 Siegerehrung

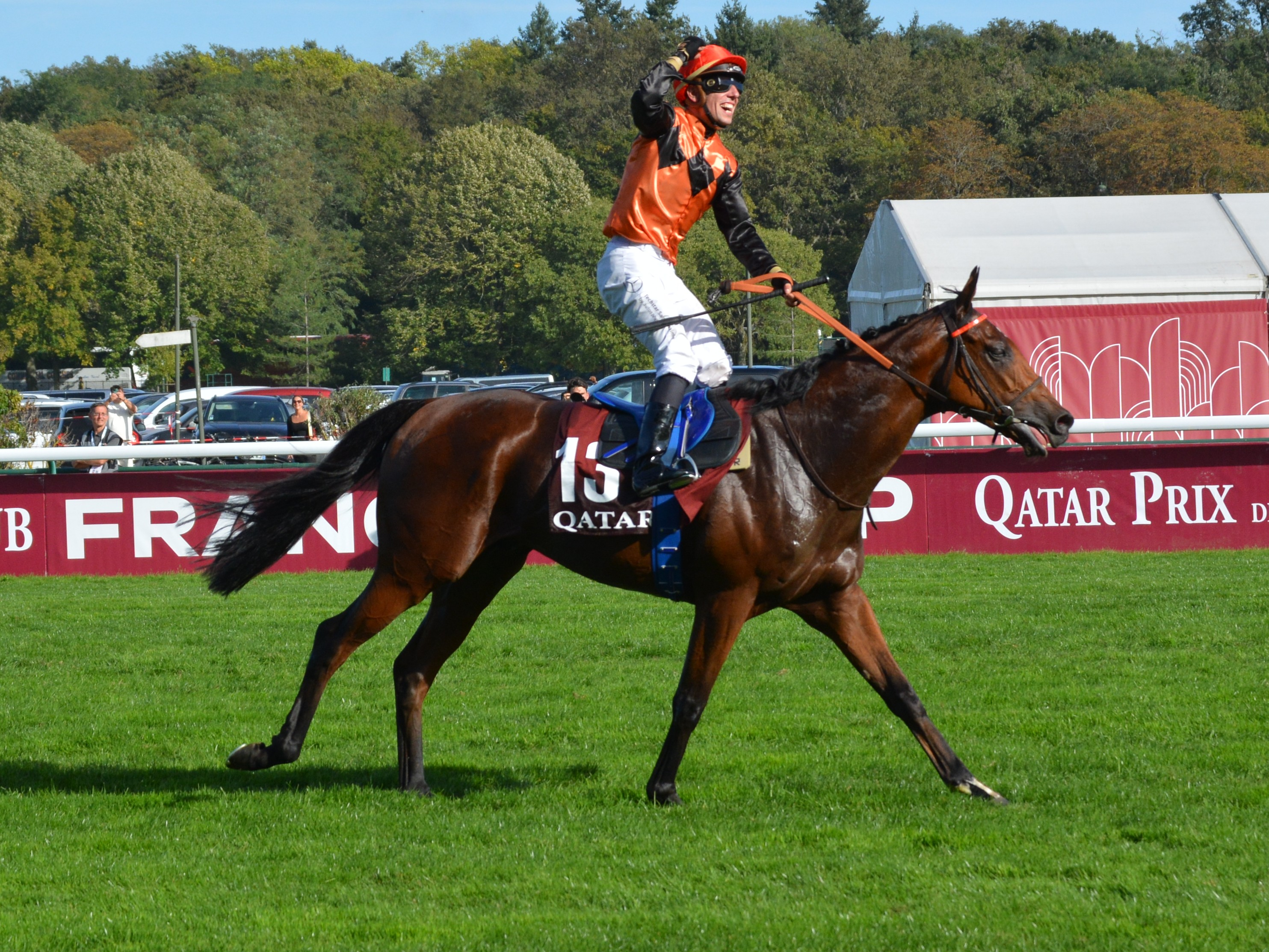
Ace Impact, Sieger im Prix de l´Arc de Triomphe 2023 mit Jockey Christian Demuro

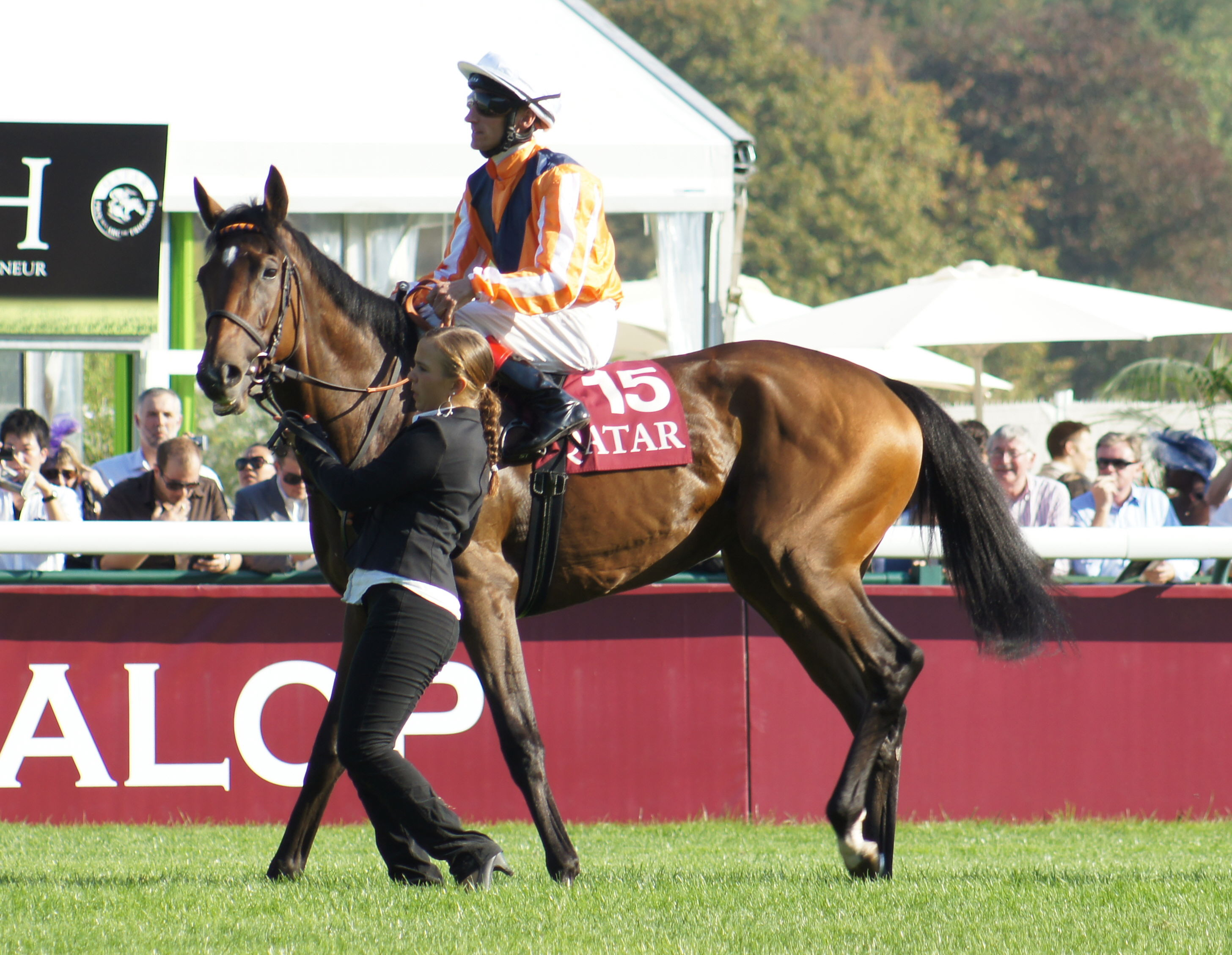
Deutscher Sieg durch Danedream und Andrasch Starke im Jahr 2011

Der Prix de l’Arc de Triomphe ist ein Pferderennen in Paris, Longchamp über 2.400 m der Gruppe I für dreijährige und ältere Hengste und Stuten. Es gilt als das größte und wichtigste Rennen auf dem europäischen Kontinent. Seit 2023 beträgt das Preisgeld 5.000.000 €. Das Rennen wird in 60 Ländern der Welt übertragen und jährlich von ca. 40.000–50.000 Zuschauern vor Ort besucht.
Neben dem Epsom Derby, dem Dubai World Cup, dem Breeders Cup Classic, dem Melbourne Cup, dem Japan Cup und dem Kentucky Derby ist der Prix de l’Arc de Triomphe eines der prestigeträchtigsten internationalen Pferderennen seiner Kategorie. Inoffiziell wird es als die Weltmeisterschaft im Galopprennsport betrachtet, obwohl dieser Titel inzwischen auch von anderen Galopprennen auf der Welt (Breeders’ Cup) beansprucht wird.

## Geschichte
Das Rennen wird seit dem 3. Oktober 1920 alljährlich am ersten Sonntag im Oktober auf der Pariser Pferderennbahn Longchamp im Bois de Boulogne ausgetragen. Eingeführt wurde das Rennen zur Feier des Endes des Ersten Weltkrieges.
Das Rennen von 1986 gilt unter den europäischen Rennsport-Anhängern als »Jahrhundert-Arc«. In diesem Rennen bestimmte das deutsche Pferd Acatenango lange Zeit das Tempo in der Spitzengruppe mit, musste sich allerdings in der Zielgeraden der Übermacht der Konkurrenten (u. a. Dancing Brave, Bering, Sharastani, Shadari, Tryptich) beugen und belegte den 7. Platz.

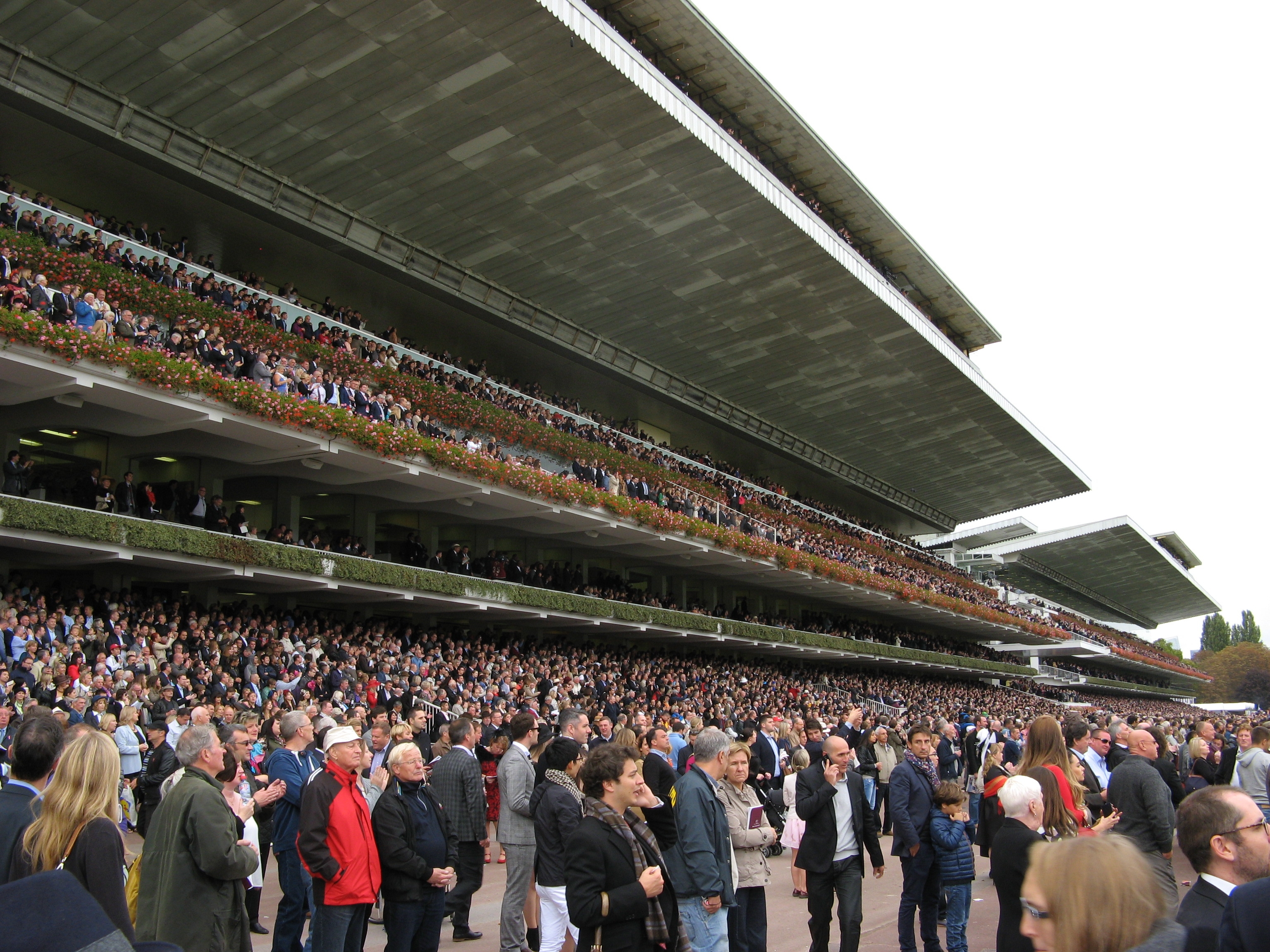
Die Rennbahn in Longchamp am Tag des Prix de l´Arc de Triomphe

Lange war Star Appeal (v. Appiani II a.d. Sterna v. Neckar) der einzige deutsche Sieger. Er gewann 1975 den »Prix de l’Arc de Triomphe« überlegen mit drei Längen Vorsprung als bislang größter Außenseiter (Siegquote 1197:10). Erst 2011 gewann mit der Stute Danedream (von Lomitas a.d. Danedrop) erneut ein deutsches Pferd. Nur zehn Jahre später gab es dann mit Torquator Tasso einen weiteren deutschen Sieger. Seine Siegquote von 725:10 war die dritthöchste in der Geschichte des Rennens. In der Gesamtbetrachtung waren deutschstämmige Pferde im »Prix de l’Arc de Triomphe« eher selten mit dem Glück verbündet. So gelangen ihnen nur noch einige dritte (Oleander, Tiger Hill, Borgia, It’s Gino), vierte (Lando, Shirocco, Getaway) oder fünfte Plätze (Oleander, Sturmvogel, Nebos, Caitano, Tiger Hill). 2019 siegte mit Waldgeist ein in deutschem Besitz stehendes und der deutschen Zucht zuzurechnedes Pferd aber in Frankreich von  André Fabre trainiertes Pferd. Ebenfalls von Andre Fabre trainiert siegte 2005 der vom Gestüt Ammerland aus einer Surumu-Tochter gezogene Hurricane Run, wurde aber wenige Monate vor dem Rennen an das Coolmore Syndikat verkauft. 2020 belegte der im Besitz des Gestüts Schlenderhan stehende und von Francis-Henri Graffard in Frankreich trainierte In Swoop einen 2. Platz. Schließlich erzielte die 1944 vom Gestüt Zoppenbroich gezogene Stute Pfauenauge unter dem Namen Madelon 1947 einen dritten Platz. Obwohl sie aus einer 1940 legal und für einen hohen Preis vom Aga Khan erworbenen Stute stammte, wurde sie nach dem Krieg mitsamt ihrer Mutter beschlagnahmt und in französischen Besitz überführt.

## Siegerliste
| Jahr | Sieger             | Jockey                | Trainer                | Besitzer                              | Land                   |
| 1920 | Comrade            | F Bullock             | P P Gilpin             | Evremond de Saint-Alary               | Frankreich             |
| 1921 | Ksar               | G Stern               | W R Walton             | Mrs Edmond Blanc                      | Frankreich             |
| 1922 | Ksar               | F Bullock             | W R Walton             | Mrs Edmond Blanc                      | Frankreich             |
| 1923 | Parth              | F O’Neill             | J H Crawford           | A. Kingsley Macombe                   | Vereinigtes Konigreich |
| 1924 | Massine            | Albert Sharpe         | Elijah Cunnington      | Henry Ternynck                        | Frankreich             |
| 1925 | Priori             | M Allemand            | P Carter               | Gérard de Chavagnac                   | Frankreich             |
| 1926 | Biribi             | D Torterolo           | Juan Torterolo         | Simon Guthmann                        | Frankreich             |
| 1927 | Mon Talisman       | Charles Semblat       | F Carter               | Edouard Martinez de Hoz               | Frankreich             |
| 1928 | Kantar             | A Esling              | R Carver               | Ogden Mills                           | Vereinigtes Konigreich |
| 1929 | Ortello            | P Caprioli            | Walter Carter          | Giuseppe de Montel                    | Italien                |
| 1930 | Motrico            | Marcel Fruhinsholtz   | Maurice d'Okhuysen     | Max de Rivaud                         | Frankreich             |
| 1931 | Pearl Cap          | Charles Semblat       | F Carter               | Diana Esmond                          | Frankreich             |
| 1932 | Motrico            | Charles Semblat       | Maurice d'Okhuysen     | Max de Rivaud                         | Frankreich             |
| 1933 | Crapom             | P Caprioli            | Frederico Regoli       | Mario Crespi                          | Italien                |
| 1934 | Brantôme           | C. Bouillon           | L. Robert              | Édouard de Rothschild                 | Frankreich             |
| 1935 | Samos              | Walter Sibbritt       | F. Carter              | Evremond de Saint-Alary               | Frankreich             |
| 1936 | Corrida            | Charlie Elliott       | Jack Watts             | Marcel Boussac                        | Frankreich             |
| 1937 | Corrida            | Charlie Elliott       | Jack Watts             | Marcel Boussac                        | Frankreich             |
| 1938 | Eclair au Chocolat | C Bouillon            | L Robert               | Édouard de Rothschild                 | Frankreich             |
| 1939 | ausgefallen        |                       |                        |                                       |                        |
| 1940 | ausgefallen        |                       |                        |                                       |                        |
| 1941 | Le Pacha           | Paul Francolon        | John Cunnington        | Philippe Gund                         | Frankreich             |
| 1942 | Djebel             | Jacques Doyasbere     | Charles Semblat        | Marcel Boussac                        | Frankreich             |
| 1943 | Verso II           | Guy Duforez           | Chares Clout           | Hubert de Chambure                    | Frankreich             |
| 1944 | Ardan              | Jacques Doyasbere     | Charles Semblat        | Marcel Boussac                        | Frankreich             |
| 1945 | Nikellora          | William Johnstone     | René Pelat             | Mrs Robert Patureau                   | Frankreich             |
| 1946 | Caracalla          | Charlie Elliott       | Charles Semblat        | Marcel Boussac                        | Frankreich             |
| 1947 | Le Paillon         | Fernand Rochetti      | William Head           | Lucienne Aurousseau                   | Frankreich             |
| 1948 | Migoli             | Charlie Smirke        | Frank Butters          | HH Aga Khan III                       | Vereinigtes Konigreich |
| 1949 | Coronation         | Roger Poincelet       | Charles Semblat        | Marcel Boussac                        | Frankreich             |
| 1950 | Tantième           | Jacques Doyasbere     | Francois Mathet        | François Dupré                        | Frankreich             |
| 1951 | Tantième           | Jacques Doyasbere     | Francois Mathet        | François Dupré                        | Frankreich             |
| 1952 | Nuccio             | Roger Poincelet       | Alec Head              | HH Aga Khan III                       | Frankreich             |
| 1953 | La Sorellina       | Maurice Larraun       | Etienne Pollet         | Paul Duboscq                          | Frankreich             |
| 1954 | Sica Boy           | William Johnstone     | Pierre Pelat           | Mrs Jean Cochery                      | Frankreich             |
| 1955 | Ribot              | Enrico Camici         | Ugo Penco              | Mario Incisa Rocchetta                | Italien                |
| 1956 | Ribot              | Enrico Camici         | Ugo Penco              | Mario Incisa Rocchetta                | Italien                |
| 1957 | Oroso              | Serge Boullenger      | Daniel Lescalle        | Raoul Meyer                           | Frankreich             |
| 1958 | Ballymoss          | Scobie Breasley       | Vincent O’Brien        | John McShain                          | Irland                 |
| 1959 | Saint Crespin      | George Moore          | Alec Head              | Prince Aly Khan                       | Frankreich             |
| 1960 | Puissant Chef      | M Garcia              | C Bartholomew          | Henry Aubert                          | Frankreich             |
| 1961 | Molvedo            | Enrico Camici         | A Maggi                | Egidio Verga                          | Italien                |
| 1962 | Soltikoff          | Marcel Depalmas       | René Pelat             | Simone del Duca                       | Frankreich             |
| 1963 | Exbury             | J Deforge             | G Watson               | Guy de Rothschild                     | Frankreich             |
| 1964 | Prince Royal       | Roger Poincelet       | George Bridgland       | Rex Ellsworth                         | Frankreich             |
| 1965 | Sea-Bird II        | Pat Glennon           | Etienne Pollet         | Jean Ternynck                         | Frankreich             |
| 1966 | Bon Mot III        | Freddie Head          | William Head           | Walter Burmann                        | Frankreich             |
| 1967 | Topyo              | W Pyers               | M Bartholomew          | Suzy Volterra                         | Frankreich             |
| 1968 | Vaguely Noble      | Bill Williamson       | Etienne Pollet         | Wilma Franklyn                        | Frankreich             |
| 1969 | Levmoss            | Bill Williamson       | S McGrath              | Seamus McGrath                        | Vereinigtes Konigreich |
| 1970 | Sassafrás          | Yves Saint-Martin     | Francois Mathet        | Arpad Plesch                          | Frankreich             |
| 1971 | Mill Reef          | Geoff Lewis           | Ian Balding            | Paul Mellon                           | Vereinigtes Konigreich |
| 1972 | San San            | Freddie Head          | Angel Penna            | Countess Batthyany                    | Frankreich             |
| 1973 | Rheingold          | Lester Piggott        | Barry Hills            | Henry Zeisel                          | Vereinigtes Konigreich |
| 1974 | Allez France       | Yves Saint-Martin     | Angel Penna            | Daniel Wildenstein                    | Frankreich             |
| 1975 | Star Appeal        | Greville Starkey      | Theo Grieper           | Waldemar Zeitelhack                   | Deutschland            |
| 1976 | Ivanjica           | Freddie Head          | Alec Head              | Jacques Wertheimer                    | Frankreich             |
| 1977 | Alleged            | Lester Piggott        | Vincent O’Brien        | Robert Sangster                       | Irland                 |
| 1978 | Alleged            | Lester Piggott        | Vincent O’Brien        | Robert Sangster                       | Irland                 |
| 1979 | Three Troikas      | Freddie Head          | Criquette Head         | Ghislaine Head                        | Frankreich             |
| 1980 | Detroit            | Pat Eddery            | Olivier Douieb         | Robert Sangster                       | Frankreich             |
| 1981 | Gold River         | G W Moore             | Alec Head              | Jacques Wertheimer                    | Frankreich             |
| 1982 | Akiyda             | Yves Saint-Martin     | Francois Mathet        | HH Aga Khan IV                        | Frankreich             |
| 1983 | All Along          | Walter Swinburn       | Patrick Biancone       | Daniel Wildenstein                    | Frankreich             |
| 1984 | Sagace             | Yves Saint-Martin     | Patrick Biancone       | Daniel Wildenstein                    | Frankreich             |
| 1985 | Rainbow Quest      | Pat Eddery            | Jeremy Tree            | Khalid Abdullah                       | Vereinigtes Konigreich |
| 1986 | Dancing Brave      | Pat Eddery            | Guy Harwood            | Khalid Abdullah                       | Vereinigtes Konigreich |
| 1987 | Trempolino         | Pat Eddery            | André Fabre            | Moussac / McNall                      | Frankreich             |
| 1988 | Tony Bin           | John Reid             | L Camici               | Veronica del Bono Gaucci              | Italien                |
| 1989 | Carroll House      | Michael Kinane        | Michael Jarvis         | Antonio Balzarini                     | Vereinigtes Konigreich |
| 1990 | Saumarez           | Gerald Mosse          | Nicolas Clement        | McNall / Gretzky                      | Frankreich             |
| 1991 | Suave Dancer       | Cash Asmussen         | John Hammond           | Henri Chalhoub                        | Frankreich             |
| 1992 | Subotica           | Thierry Jarnet        | André Fabre            | Olivier Lecerf                        | Frankreich             |
| 1993 | Urban Sea          | Eric Saint-Martin     | Jean Lesbordes         | David Tsui                            | Frankreich             |
| 1994 | Carnegie           | Thierry Jarnet        | André Fabre            | Sheikh Mohammed                       | Frankreich             |
| 1995 | Lammtarra          | Frankie Dettori       | Saeed bin Suroor       | Saeed bin M. Al Maktoum               | Vereinigtes Konigreich |
| 1996 | Helissio           | Olivier Peslier       | Elie Lellouche         | Enrique Sarasola                      | Frankreich             |
| 1997 | Peintre Célèbre    | Olivier Peslier       | André Fabre            | Daniel Wildenstein                    | Frankreich             |
| 1998 | Sagamix            | Olivier Peslier       | André Fabre            | Jean-Luc Lagardère                    | Frankreich             |
| 1999 | Montjeu            | Michael Kinane        | John Hammond           | Michael Tabor                         | Frankreich             |
| 2000 | Sinndar            | Johnny Murtagh        | John Oxx               | HH Aga Khan IV                        | Irland                 |
| 2001 | Sakhee             | Frankie Dettori       | Saeed bin Suroor       | Godolphin                             | Vereinigtes Konigreich |
| 2002 | Marienbard         | Frankie Dettori       | Saeed bin Suroor       | Godolphin                             | Vereinigtes Konigreich |
| 2003 | Dalakhani          | Christophe Soumillon  | Alain de Royer-Dupré   | HH Aga Khan IV                        | Frankreich             |
| 2004 | Bago               | Thierry Gillet        | Jonathan Pease         | Niarchos Familie                      | Frankreich             |
| 2005 | Hurricane Run      | Kieren Fallon         | André Fabre            | Michael Tabor                         | Frankreich             |
| 2006 | Rail Link          | Stéphane Pasquier     | André Fabre            | Khalid Abdullah                       | Frankreich             |
| 2007 | Dylan Thomas       | Kieren Fallon         | Aidan O’Brien          | Magnier / Tabor                       | Irland                 |
| 2008 | Zarkava            | Christophe Soumillon  | Alain de Royer-Dupré   | HH Aga Khan IV                        | Frankreich             |
| 2009 | Sea the Stars      | Michael Kinane        | John Oxx               | Christopher Tsui                      | Irland                 |
| 2010 | Workforce          | Ryan Moore            | Sir Michael Stoute     | Khalid Abdullah                       | Vereinigtes Konigreich |
| 2011 | Danedream          | Andrasch Starke       | Peter Schiergen        | Burg Eberstein / Yoshida              | Deutschland            |
| 2012 | Solemia            | Olivier Peslier       | Carlos Laffon-Parias   | Wertheimer et Frère                   | Frankreich             |
| 2013 | Trêve              | Thierry Jarnet        | Christiane Head-Maarek | Al Shaqab Racing                      | Frankreich             |
| 2014 | Trêve              | Thierry Jarnet        | Christiane Head-Maarek | Al Shaqab Racing                      | Frankreich             |
| 2015 | Golden Horn        | Frankie Dettori       | John Gosden            | Anthony Oppenheimer                   | Vereinigtes Konigreich |
| 2016 | Found              | Ryan Lee Moore        | Aidan O’Brien          | Tabor, Smith & Magnier                | Irland                 |
| 2017 | Enable             | Frankie Dettori       | John Gosden            | Khalid Abdullah                       | Vereinigtes Konigreich |
| 2018 | Enable             | Frankie Dettori       | John Gosden            | Khalid Abdullah                       | Vereinigtes Konigreich |
| 2019 | Waldgeist          | Pierre-Charles Boudot | André Fabre            | Gestüt Ammerland / Newsells Park Stud | Frankreich             |
| 2020 | Sottsass           | Cristian Demuro       | Jean-Claude Rouget     | White Birch Farm                      | Frankreich             |
| 2021 | Torquator Tasso    | René Piechulek        | Marcel Weiß            | Gestüt Auenquelle                     | Deutschland            |
| 2022 | Alpinista          | Luke Morris           | Sir Mark Prescott      | Kirsten Rausing                       | Vereinigtes Konigreich |
| 2023 | Ace Impact         | Cristian Demuro       | Jean-Claude Rouget     | Serge Stempniak / Gousserie Racing    | Frankreich             |
| 2024 | Bluestocking       | Rossa Ryan            | Ralph Beckett          | Juddmonte Farms                       | Vereinigtes Konigreich |